# Mezinárodní asociace pracujících
Mezinárodní asociace pracujících (MAP) (španělsky: AIT - Asociación Internacional de los Trabajadores) je mezinárodní federace anarchosyndikalistických odborů a iniciativ nacházející se především v Evropě a Latinské Americe. Založena byla v roce 1922. Největším členem je Confederación Nacional del Trabajo.

## Členové federace
Toto jsou členové a spřátelené organizace AIT.
| Země               | Název                                           | Zkratka  |
| ------------------ | ----------------------------------------------- | -------- |
| Austrálie          | Anarcho-Syndicalist Federation                  | ASF      |
| Brazílie           | Confederação Operária Brasileira                | COB      |
| Bulharsko          | Autonomous Workers' Union                       | ARS      |
| Francie            | Confédération nationale du travail              | CNT-AIT  |
| Chile              | Germinal                                        |          |
| Norsko             | Norsk Syndikalistisk Forbund                    | NSF-IAA  |
| Polsko             | Związek Syndykalistów Polski                    | ZSP-MSP  |
| Portugalsko        | AIT-Secção Portuguesa                           | AIT-SP   |
| Rakousko           | Wiener ArbeiterInnen Syndikat                   | WAS      |
| Rusko              | Konfederacija Revolučnych Anarcho-Sindikalistov | KRAS-MAT |
| Slovensko          | Priama Akcia                                    | PA-MAP   |
| Spojené království | Solidarity Federation                           | SF-IWA   |
| Srbsko             | Anarho-sindikalistička inicijativa              | ASI-MUR  |
| Švédsko            | Örestad Lokala Samorganisation                  | OLS      |